# Verein für Leibesübungen Bochum 1848 2013-2014
Questa voce raccoglie le informazioni riguardanti il Verein für Leibesübungen Bochum 1848 nelle competizioni ufficiali della stagione 2013-2014.

## Stagione
Nella stagione 2013-2014 il Bochum, allenato da Peter Neururer, concluse il campionato di 2. Bundesliga al 15º posto. In Coppa di Germania il Bochum fu eliminato al secondo turno dall'Eintracht Francoforte.

## Rosa
| N. |                                 | Ruolo | Calciatore            |
| -- | ------------------------------- | ----- | --------------------- |
| 1  | Germania (bandiera)             | P     | Andreas Luthe         |
| 2  | Germania (bandiera)             | D     | Jan Gyamerah          |
| 3  | Germania (bandiera)             | D     | Fabian Holthaus       |
| 4  | Germania (bandiera)             | D     | Marcel Maltritz       |
| 5  | Germania (bandiera)             | D     | Heiko Butscher        |
| 6  | Polonia (bandiera)              | D     | Lukas Sinkiewicz      |
| 7  | Germania (bandiera)             | C     | Paul Freier           |
| 9  | Germania (bandiera)             | A     | Richard Sukuta-Pasu   |
| 10 | Giappone (bandiera)             | C     | Yūsuke Tasaka         |
| 11 | Germania (bandiera)             | D     | Felix Bastians        |
| 14 | Bosnia ed Erzegovina (bandiera) | C     | Adnan Zahirović       |
| 15 | Islanda (bandiera)              | D     | Hólmar Örn Eyjólfsson |
| 18 | Germania (bandiera)             | C     | Danny Latza           |
| 19 | Germania (bandiera)             | D     | Patrick Fabian        |
| 20 | Polonia (bandiera)              | C     | Piotr Ćwielong        |

| N. |                     | Ruolo | Calciatore         |
| -- | ------------------- | ----- | ------------------ |
| 21 | Germania (bandiera) | A     | Joel Reinholz      |
| 22 | Turchia (bandiera)  | A     | Mirkan Aydın       |
| 23 | Germania (bandiera) | D     | Florian Jungwirth  |
| 24 | Germania (bandiera) | D     | Carsten Rothenbach |
| 25 | Turchia (bandiera)  | C     | Onur Bulut         |
| 26 | Germania (bandiera) | D     | Jonas Acquistapace |
| 27 | Turchia (bandiera)  | A     | Selim Gündüz       |
| 28 | Germania (bandiera) | A     | Sven Kreyer        |
| 30 | Germania (bandiera) | A     | Moritz Göttel      |
| 31 | Germania (bandiera) | P     | Michael Esser      |
| 32 | Germania (bandiera) | P     | Felix Dornebusch   |
| 34 | Germania (bandiera) | P     | Jonas Ermes        |
| 35 | Germania (bandiera) | P     | Sebastian Brune    |
| 37 | Germania (bandiera) | D     | Lukas Klostermann  |
| 39 | Norvegia (bandiera) | C     | Henrik Gulden      |

## Organigramma societario
Area tecnica
- Allenatore: Peter Neururer
- Allenatore in seconda: Frank Heinemann
- Preparatore dei portieri: Peter Greiber
- Preparatori atletici:
- Analisi video:

## Calciomercato

### Sessione estiva
| Acquisti | Acquisti            | Acquisti              | Acquisti |
| R.       | Nome                | da                    | Modalità |
| -------- | ------------------- | --------------------- | -------- |
| C        | Adnan Zahirović     | Dinamo Minsk          |          |
| A        | Mario Jelavić       | Slaven Belupo         |          |
| C        | Danny Latza         | Darmstadt             |          |
| D        | Felix Bastians      | Hertha Berlino        |          |
| D        | Heiko Butscher      | Eintracht Francoforte |          |
| C        | Piotr Ćwielong      | Śląsk Breslavia       |          |
| P        | Felix Dornebusch    | Bochum U19            |          |
| A        | Daniel Engelbrecht  | Kickers Stoccarda     |          |
| D        | Florian Jungwirth   | Dinamo Dresda         |          |
| A        | Sven Kreyer         | Bochum II             |          |
| A        | Smail Morabit       | Rot-Weiß Erfurt       |          |
| A        | Joel Reinholz       | Bochum U19            |          |
| A        | Richard Sukuta-Pasu | Sturm Graz            |          |

| Cessioni | Cessioni               | Cessioni            | Cessioni |
| R.       | Nome                   | a                   | Modalità |
| -------- | ---------------------- | ------------------- | -------- |
| A        | Smail Morabit          | Heidenheim          |          |
| A        | Daniel Engelbrecht     | Kickers Stoccarda   |          |
| A        | Sören Bertram          | Hallescher          |          |
| D        | Florian Brügmann       | Hallescher          |          |
| A        | Zlatko Dedič           | Dinamo Dresda       |          |
| A        | Nik'oloz Gelashvili    | Qarabağ             |          |
| C        | Leon Goretzka          | Schalke 04          |          |
| P        | Daniel Heuer Fernandes | Osnabrück           |          |
| A        | Aleksandre Iashvili    | Şamaxı              |          |
| C        | Christoph Kramer       | Borussia M'gladbach |          |
| D        | Michael Lumb           | Slagelse            |          |
| C        | Michael Ortega         | Atlético Junior     |          |
| C        | Marc Rzatkowski        | St. Pauli           |          |
| A        | Kevin Scheidhauer      | Wolfsburg           |          |

### Sessione invernale
| Acquisti | Acquisti | Acquisti | Acquisti |
| R.       | Nome     | da       | Modalità |
| -------- | -------- | -------- | -------- |

| Cessioni | Cessioni       | Cessioni    | Cessioni |
| R.       | Nome           | a           | Modalità |
| -------- | -------------- | ----------- | -------- |
| D        | Mounir Chaftar | Saarbrücken |          |

## Risultati

### 2. Bundesliga

#### Girone di andata
| Arbitro: | Perl |

|              |           |                               |
| Kreilach 86’ | Marcatori | 64’ Latza 88’ (rig.) Maltritz |

| Arbitro: | Stieler |

|            |           |          |
| Fabian 10’ | Marcatori | 69’ Fiél |

| Arbitro: | Christ |

|            |           |  |
| Epstein 9’ | Marcatori |  |

| Arbitro: | Fritz |

|                            |           |                  |
| Butscher 18’ Jungwirth 69’ | Marcatori | 23’, 35’ Verhoek |

| Arbitro: | Weiner |

|              |           |  |
| Reisinger 8’ | Marcatori |  |

| Arbitro: | Dietz |

|                                            |           |                               |
| Aydın 46’ Fabian 71’ Ilsø 78’ Maltritz 84’ | Marcatori | 43’ (rig.) Voorde 45’ Bertels |

| Arbitro: | Kempter |

|  |           |                        |
|  | Marcatori | 4’ Ćwielong 25’ Tasaka |

| Arbitro: | Hartmann |

|           |           |                             |
| Aydın 13’ | Marcatori | 3’ Lechleiter 70’ Valentini |

| Arbitro: | Ittrich |

|           |           |  |
| Adler 90’ | Marcatori |  |

| Arbitro: | Osmers |

|  |           |          |
|  | Marcatori | 78’ Groß |

| Arbitro: | Steinhaus-Webb |

|                |           |                |
| Koçer 48’, 50’ | Marcatori | 3’ Sukuta-Pasu |

| Bochum 28 ottobre 2013, ore 20:15 CET 12ª giornata | Bochum | 0 – 0 referto | Kaiserslautern | Rewirpowerstadion (16 563 spett.)\| Arbitro: \| Meyer \| |
| Arbitro:                                           | Meyer  |               |                |                                                          |

| Arbitro: | Wingenbach |

|  |           |                 |
|  | Marcatori | 37’ Sukuta-Pasu |

| Arbitro: | Gräfe |

|                 |           |  |
| Sukuta-Pasu 65’ | Marcatori |  |

| Arbitro: | Petersen |

|  |           |                     |
|  | Marcatori | 12’ Ilsø 54’ Tasaka |

| Arbitro: | Siebert |

|            |           |                      |
| Tasaka 35’ | Marcatori | 10’ Stahl 61’ Adlung |

| Karlsruhe 6 dicembre 2013, ore 18:30 CET 17ª giornata | Karlsruhe | 0 – 0 referto | Bochum | Wildparkstadion (13 278 spett.)\| Arbitro: \| Christ \| |
| Arbitro:                                              | Christ    |               |        |                                                         |

#### Girone di ritorno
| Arbitro: | Perl |

|  |           |                                         |
|  | Marcatori | 13’, 36’ Quiring 47’ Terodde 52’ Köhler |

| Dresda 20 dicembre 2013, ore 18:30 CET 19ª giornata | Dinamo Dresda | 0 – 0 referto | Bochum | glücksgas stadion (27 872 spett.)\| Arbitro: \| Dingert \| |
| Arbitro:                                            | Dingert       |               |        |                                                            |

| Arbitro: | Bandurski |

|           |           |                           |
| Aydın 67’ | Marcatori | 52’ Rukavytsya 70’ Wooten |

| Arbitro: | Siebert |

|  |           |                |
|  | Marcatori | 12’ Eyjólfsson |

| Bochum 23 febbraio 2014, ore 13:30 CET 22ª giornata | Bochum  | 0 – 0 referto | Fortuna Düsseldorf | Rewirpowerstadion (23 145 spett.)\| Arbitro: \| Aytekin \| |
| Arbitro:                                            | Aytekin |               |                    |                                                            |

| Arbitro: | Kampka |

|                                             |           |           |
| Meha 48’, 69’ Vrančić 71’ Sağlık 79’ (rig.) | Marcatori | 40’ Latza |

| Arbitro: | Stieler |

|  |           |                         |
|  | Marcatori | 41’ Brosinski 90’ Azemi |

| Arbitro: | Leicher |

|  |           |                        |
|  | Marcatori | 23’ Aydın 90’ Butscher |

| Arbitro: | Petersen |

|  |           |             |
|  | Marcatori | 7’ Stiefler |

| Arbitro: | Grudzinski |

|                            |           |  |
| Hofmann 27’, 78’ Lappe 74’ | Marcatori |  |

| Arbitro: | Christ |

|                 |           |  |
| Sukuta-Pasu 50’ | Marcatori |  |

| Arbitro: | Dietz |

|              |           |                 |
| Idrissou 45’ | Marcatori | 42’ Sukuta-Pasu |

| Arbitro: | Steinhaus-Webb |

|                                   |           |           |
| Kreyer 61’ Sukuta-Pasu 74’ (rig.) | Marcatori | 28’ Takyi |

| Arbitro: | Winkmann |

|                               |           |           |
| Risse 50’ Helmes 63’ Ujah 81’ | Marcatori | 42’ Latza |

| Arbitro: | Cortus |

|              |           |                                    |
| Butscher 72’ | Marcatori | 14’, 31’ Sahar 39’ Klos 86’ Müller |

| Arbitro: | Rohde |

|                     |           |  |
| Ōsako 31’ Lauth 90’ | Marcatori |  |

| Arbitro: | Perl |

|               |           |  |
| Zahirović 62’ | Marcatori |  |

### Coppa di Germania
| Arbitro: | Dittrich |

|             |           |                             |
| Göppert 90’ | Marcatori | 17’, 31’ Ćwielong 63’ Latza |

| Arbitro: | Winkmann |

|                     |           |  |
| Inui 24’ Aigner 25’ | Marcatori |  |

## Statistiche

### Statistiche di squadra
| Competizione      | Punti | In casa | In casa | In casa | In casa | In casa | In casa | In trasferta | In trasferta | In trasferta | In trasferta | In trasferta | In trasferta | Totale | Totale | Totale | Totale | Totale | Totale | DR  |
| Competizione      | Punti | G       | V       | N       | P       | Gf      | Gs      | G            | V            | N            | P            | Gf           | Gs           | G      | V      | N      | P      | Gf     | Gs     | DR  |
| ----------------- | ----- | ------- | ------- | ------- | ------- | ------- | ------- | ------------ | ------------ | ------------ | ------------ | ------------ | ------------ | ------ | ------ | ------ | ------ | ------ | ------ | --- |
| 2. Bundesliga     | 40    | 17      | 5       | 4       | 8       | 16      | 24      | 17           | 6            | 3            | 8            | 14           | 19           | 34     | 11     | 7      | 16     | 30     | 43     | -13 |
| Coppa di Germania | -     | 0       | 0       | 0       | 0       | 0       | 0       | 2            | 1            | 0            | 1            | 3            | 3            | 2      | 1      | 0      | 1      | 3      | 3      | 0   |
| Totale            | 40    | 17      | 5       | 4       | 8       | 16      | 24      | 19           | 7            | 3            | 9            | 17           | 22           | 36     | 12     | 7      | 17     | 33     | 46     | -13 |

### Andamento in campionato
| Giornata  | 1 | 2 | 3 | 4  | 5  | 6  | 7 | 8  | 9  | 10 | 11 | 12 | 13 | 14 | 15 | 16 | 17 | 18 | 19 | 20 | 21 | 22 | 23 | 24 | 25 | 26 | 27 | 28 | 29 | 30 | 31 | 32 | 33 | 34 |
| --------- | - | - | - | -- | -- | -- | - | -- | -- | -- | -- | -- | -- | -- | -- | -- | -- | -- | -- | -- | -- | -- | -- | -- | -- | -- | -- | -- | -- | -- | -- | -- | -- | -- |
| Luogo     | T | C | T | C  | T  | C  | T | C  | T  | C  | T  | C  | T  | C  | T  | C  | T  | C  | T  | C  | T  | C  | T  | C  | T  | C  | T  | C  | T  | C  | T  | C  | T  | C  |
| Risultato | V | N | P | N  | P  | V  | V | P  | P  | P  | P  | N  | V  | V  | V  | P  | N  | P  | N  | P  | V  | N  | P  | P  | V  | P  | P  | V  | N  | V  | P  | P  | P  | V  |
| Posizione | 2 | 4 | 8 | 10 | 13 | 10 | 4 | 10 | 14 | 16 | 16 | 16 | 12 | 10 | 7  | 10 | 10 | 12 | 11 | 13 | 12 | 15 | 15 | 15 | 14 | 15 | 15 | 15 | 15 | 11 | 14 | 15 | 15 | 15 |

Legenda:

Luogo: C = Casa; T = Trasferta. Risultato: V = Vittoria; N = Pareggio; P = Sconfitta.

### Statistiche dei giocatori
| Giocatore       | 2. Bundesliga | 2. Bundesliga | 2. Bundesliga | 2. Bundesliga | Coppa di Germania | Coppa di Germania | Coppa di Germania | Coppa di Germania | Totale   | Totale | Totale      | Totale     |
| Giocatore       | Presenze      | Reti          | Ammonizioni   | Espulsioni    | Presenze          | Reti              | Ammonizioni       | Espulsioni        | Presenze | Reti   | Ammonizioni | Espulsioni |
| --------------- | ------------- | ------------- | ------------- | ------------- | ----------------- | ----------------- | ----------------- | ----------------- | -------- | ------ | ----------- | ---------- |
| J. Acquistapace | 25            | 0             | 2             | 1             | 2                 | 0                 | 0                 | 0                 | 27       | 0      | 2           | 1          |
| M. Aydın        | 29            | 4             | 2             | 0             | 2                 | 0                 | 0                 | 0                 | 31       | 4      | 2           | 0          |
| F. Bastians     | 13            | 0             | 1             | 0             | 0                 | 0                 | 0                 | 0                 | 13       | 0      | 1           | 0          |
| S. Brune        | 0             | 0             | 0             | 0             | 0                 | 0                 | 0                 | 0                 | 0        | 0      | 0           | 0          |
| O. Bulut        | 10            | 0             | 0             | 0             | 1                 | 0                 | 0                 | 0                 | 11       | 0      | 0           | 0          |
| H. Butscher     | 10            | 3             | 1             | 0             | 0                 | 0                 | 0                 | 0                 | 10       | 3      | 1           | 0          |
| M. Chaftar      | 1             | 0             | 0             | 0             | 0                 | 0                 | 0                 | 0                 | 1        | 0      | 0           | 0          |
| F. Dornebusch   | 0             | 0             | 0             | 0             | 0                 | 0                 | 0                 | 0                 | 0        | 0      | 0           | 0          |
| J. Ermes        | 0             | 0             | 0             | 0             | 0                 | 0                 | 0                 | 0                 | 0        | 0      | 0           | 0          |
| M. Esser        | 4             | 0             | 0             | 0             | 0                 | 0                 | 0                 | 0                 | 4        | 0      | 0           | 0          |
| H. Eyjólfsson   | 18            | 1             | 6             | 0             | 1                 | 0                 | 0                 | 0                 | 19       | 1      | 6           | 0          |
| P. Fabian       | 31            | 2             | 4             | 0             | 2                 | 0                 | 1                 | 0                 | 33       | 2      | 5           | 0          |
| P. Freier       | 27            | 0             | 7             | 0             | 2                 | 0                 | 1                 | 0                 | 29       | 0      | 8           | 0          |
| H. Gulden       | 2             | 0             | 0             | 0             | 0                 | 0                 | 0                 | 0                 | 2        | 0      | 0           | 0          |
| J. Gyamerah     | 2             | 0             | 0             | 0             | 0                 | 0                 | 0                 | 0                 | 2        | 0      | 0           | 0          |
| M. Göttel       | 0             | 0             | 0             | 0             | 0                 | 0                 | 0                 | 0                 | 0        | 0      | 0           | 0          |
| S. Gündüz       | 0             | 0             | 0             | 0             | 0                 | 0                 | 0                 | 0                 | 0        | 0      | 0           | 0          |
| F. Holthaus     | 4             | 0             | 0             | 0             | 1                 | 0                 | 0                 | 0                 | 5        | 0      | 0           | 0          |
| K. Ilsø         | 16            | 2             | 0             | 0             | 1                 | 0                 | 1                 | 0                 | 17       | 2      | 1           | 0          |
| F. Jungwirth    | 29            | 1             | 9             | 0             | 1                 | 0                 | 0                 | 0                 | 30       | 1      | 9           | 0          |
| L. Klostermann  | 9             | 0             | 0             | 0             | 0                 | 0                 | 0                 | 0                 | 9        | 0      | 0           | 0          |
| S. Kreyer       | 11            | 1             | 0             | 0             | 1                 | 0                 | 0                 | 0                 | 12       | 1      | 0           | 0          |
| D. Latza        | 34            | 3             | 4             | 0             | 2                 | 1                 | 0                 | 0                 | 36       | 4      | 4           | 0          |
| A. Luthe        | 32            | 0             | 2             | 1             | 2                 | 0                 | 0                 | 0                 | 34       | 0      | 2           | 1          |
| M. Maltritz     | 33            | 2             | 6             | 0             | 2                 | 0                 | 0                 | 0                 | 35       | 2      | 6           | 0          |
| S. Morabit      | 0             | 0             | 0             | 0             | 0                 | 0                 | 0                 | 0                 | 0        | 0      | 0           | 0          |
| J. Reinholz     | 0             | 0             | 0             | 0             | 0                 | 0                 | 0                 | 0                 | 0        | 0      | 0           | 0          |
| C. Rothenbach   | 0             | 0             | 0             | 0             | 0                 | 0                 | 0                 | 0                 | 0        | 0      | 0           | 0          |
| L. Sinkiewicz   | 4             | 0             | 0             | 0             | 0                 | 0                 | 0                 | 0                 | 4        | 0      | 0           | 0          |
| R. Sukuta-Pasu  | 32            | 6             | 4             | 0             | 2                 | 0                 | 0                 | 0                 | 34       | 6      | 4           | 0          |
| Y. Tasaka       | 31            | 3             | 6             | 0             | 2                 | 0                 | 0                 | 0                 | 33       | 3      | 6           | 0          |
| C. Tiffert      | 24            | 0             | 4             | 0             | 1                 | 0                 | 0                 | 0                 | 25       | 0      | 4           | 0          |
| A. Zahirović    | 13            | 1             | 3             | 1             | 1                 | 0                 | 0                 | 0                 | 14       | 1      | 3           | 1          |
| P. Ćwielong     | 30            | 1             | 4             | 1             | 2                 | 2                 | 0                 | 0                 | 32       | 3      | 4           | 1          |